# Inawashiro
Inawashiro (jap. 猪苗代町 Inawashiro-machi) – miasto w Japonii, w prefekturze Fukushima, w środkowej części wyspy Honsiu (Honshū). Ma powierzchnię 394,85 km². W 2020 r. mieszkały w niej 13 552 osoby, w 4 694 gospodarstwach domowych  (w 2010 r. 15 805 osób, w 4 940 gospodarstwach domowych) .
Inawashiro leży u brzegów jeziora Inawashiro, jednego z największych w Japonii. W okresie Edo miejscowość była częścią domeny feudalnej Aizu.
W Inawashiro urodził się bakteriolog Hideyo Noguchi (1876–1928).
Na północ od miejscowości znajduje się Park Narodowy Bandai-Asahi z wulkanem Bandai (1819 m), dobrze widocznym z okolic miejscowości.
Inawashiro jest też ośrodkiem sportów zimowych. W 2009 r. odbyły się tu 12. Mistrzostwa Świata w Narciarstwie Dowolnym.

## Galeria

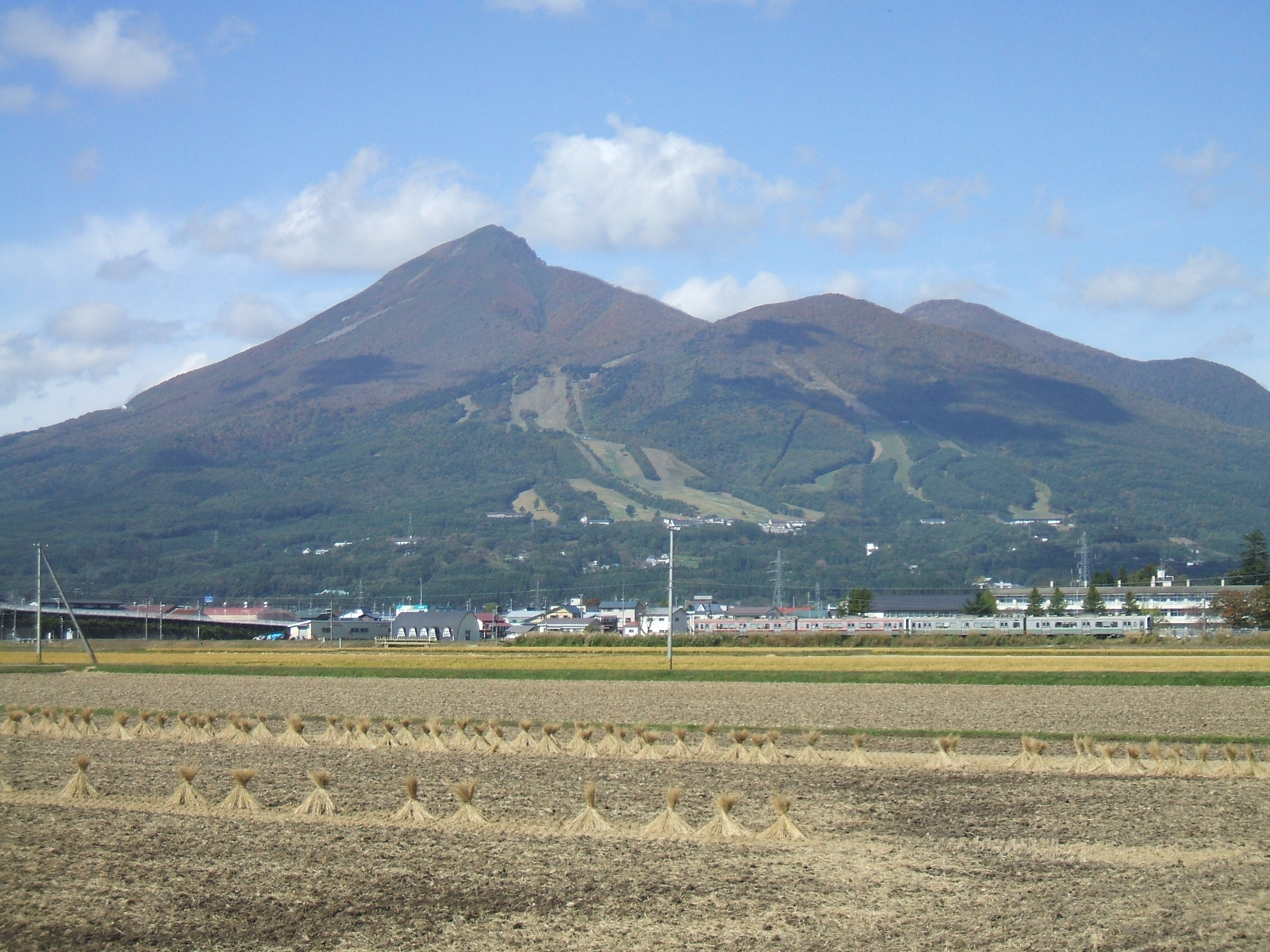
Widok z Inawashiro na górę Bandai
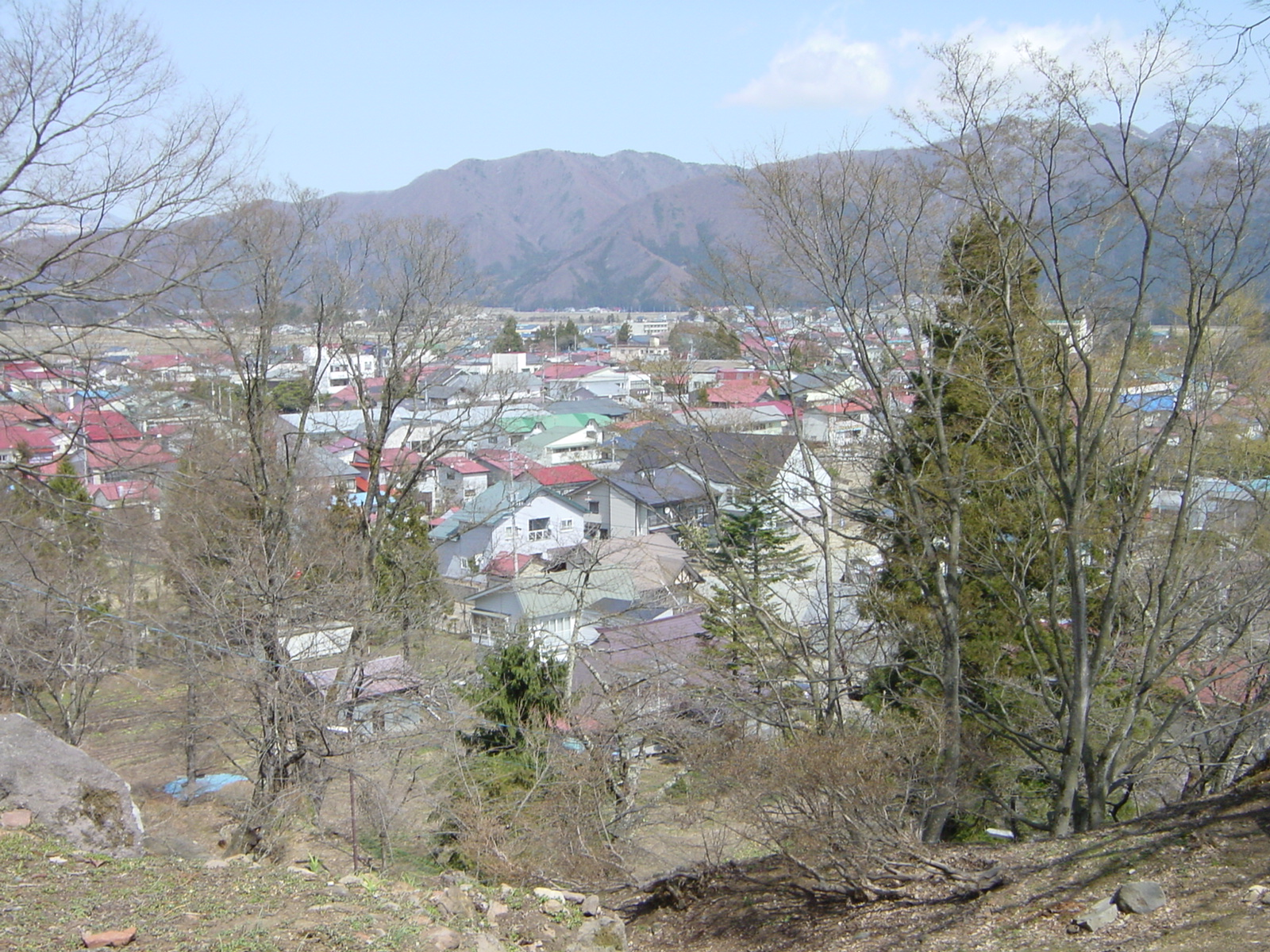
Inawashiro
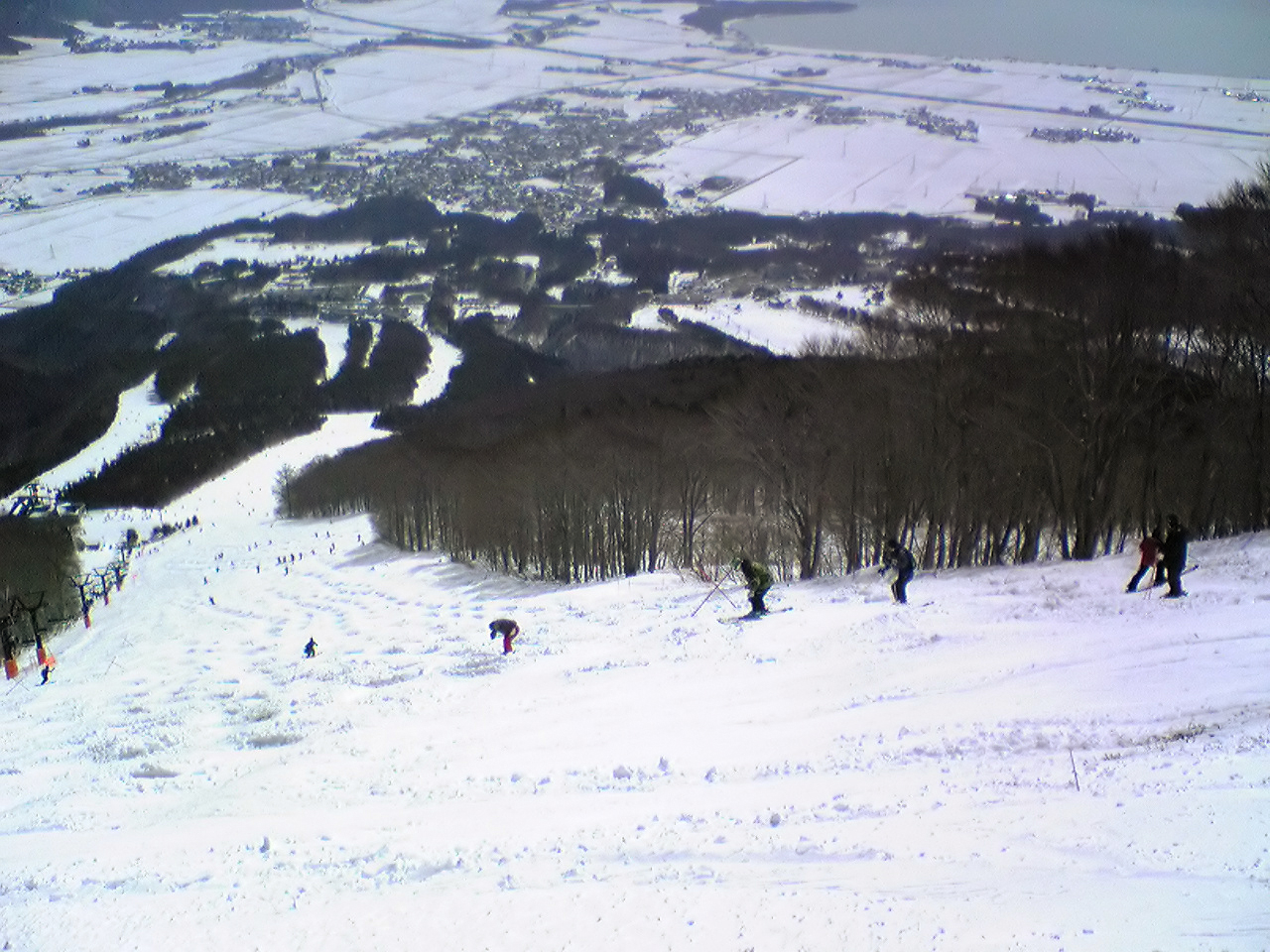
Inawashiro Ski Area
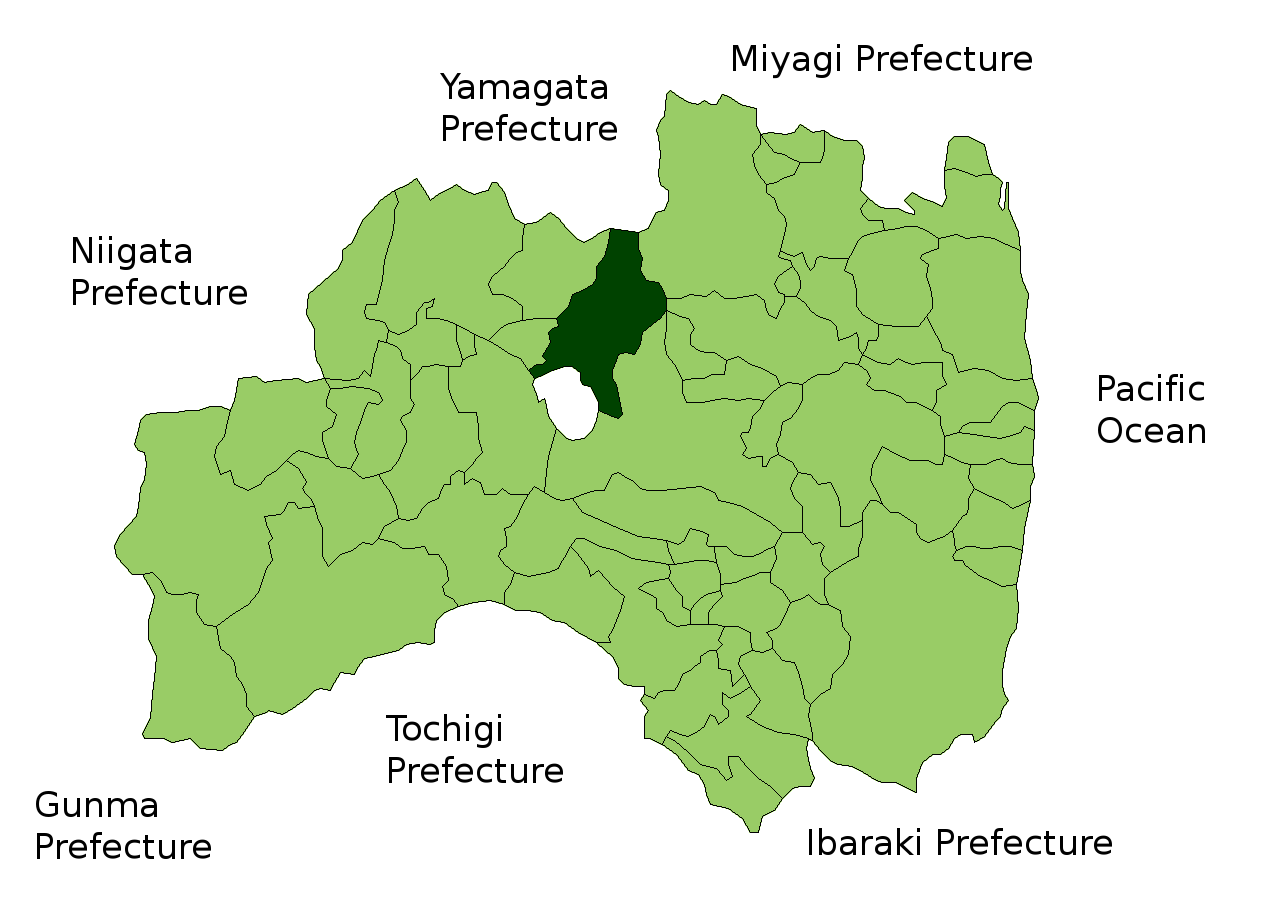
Położenie Inawashiro w prefekturze Fukushima